# Melaleuca suberosa
Melaleuca suberosa är en myrtenväxtart som först beskrevs av Johannes Conrad Schauer, och fick sitt nu gällande namn av Charles Austin Gardner. Melaleuca suberosa ingår i släktet Melaleuca och familjen myrtenväxter. Inga underarter finns listade i Catalogue of Life.